# Grenze zwischen Nordmazedonien und Serbien

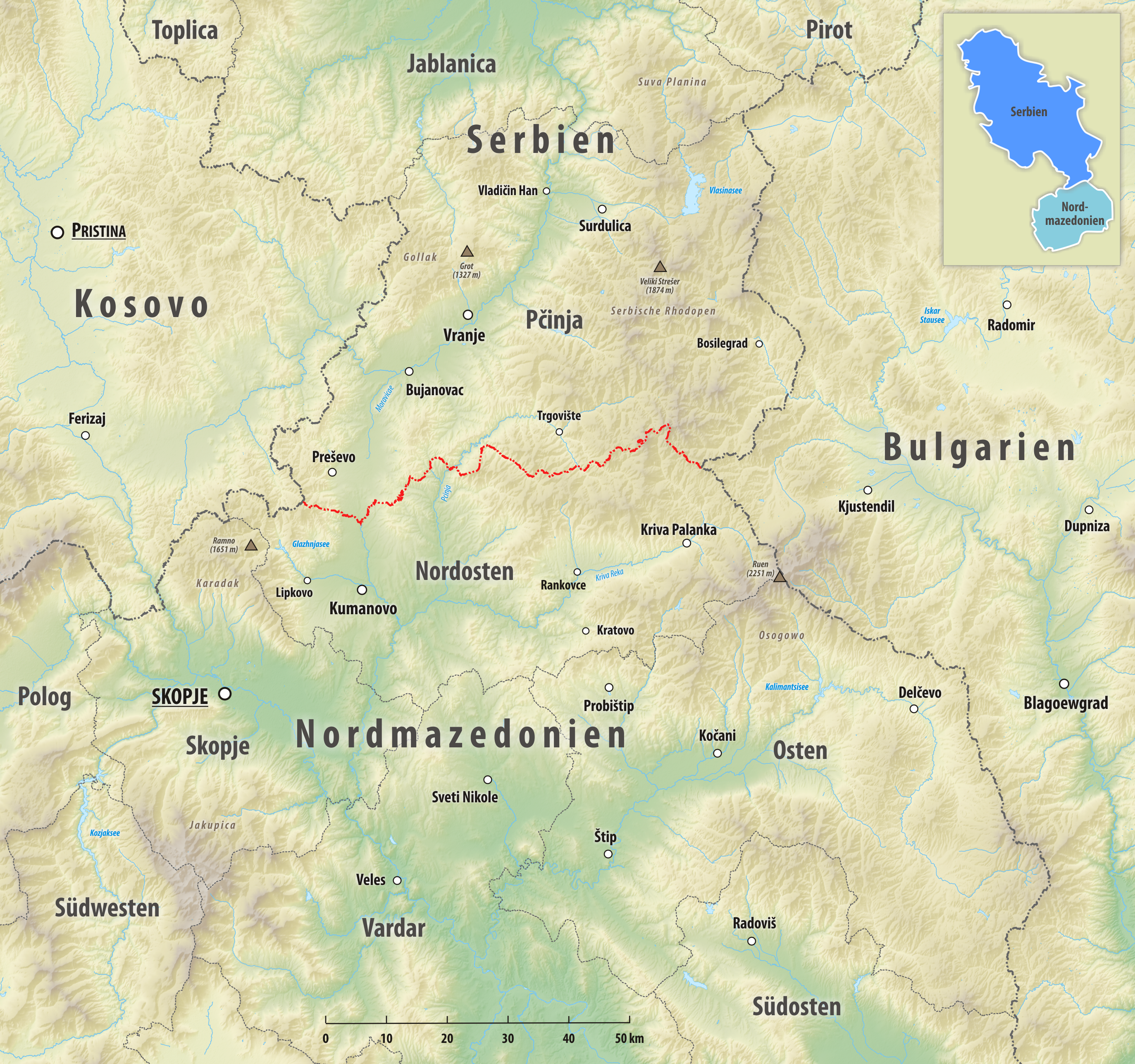
Grenzverlauf zwischen Nordmazedonien und Serbien

Die Grenze zwischen Nordmazedonien und Serbien trennt Nordmazedonien und Serbien.

## Verlauf
Die Grenze beginnt im Osten am Dreiländereck mit Bulgarien nördlich von Kriva Palanka (kyrillisch Крива Паланка). Sie verläuft nach Westen durch den Koznjak und quert den Fluss Pčinja (makedonisch Пчиња). 
Südlich des mehrheitlich albanisch besiedelten, in Serbien gelegenen Preševo (kyrillisch Прешево, albanisch Preshevë) kreuzt sie den serbischen Autoput A1 am Übergang Preševo-Tabanovce, die hier in den nordmazedonischen A1 Avtopat übergeht, sowie die parallel verlaufende Bahnstrecke Vranje-Skopje. 
Die Grenze setzt sich weiter nach Westen fort und geht am 1219 m hohen Berg Crni vrv in die Grenze zwischen dem Kosovo und Serbien über.
Die Länge der Grenze wird einschließlich des 160 km langen kosovarischen Anteils mit 221 km angegeben (Angaben unsicher und nicht ausreichend belegt).

## Gemeinden an der Staatsgrenze (von West nach Ost)

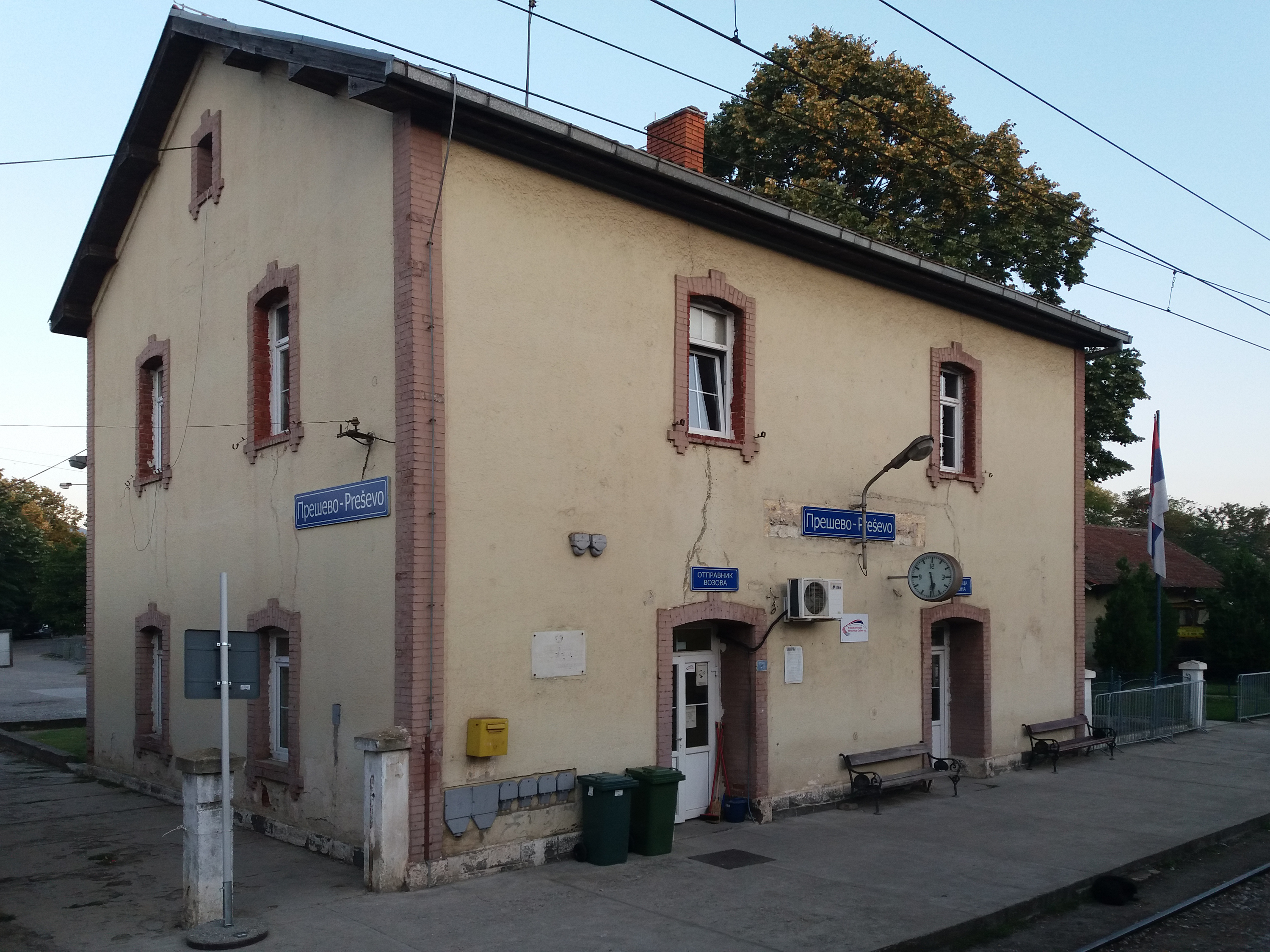
Grenzbahnhof zu Nordmazedonien in Preševo

| SERBIEN                 | SERBIEN       | SERBIEN                           |                  | NORDMAZEDONIEN | NORDMAZEDONIEN | NORDMAZEDONIEN |
| Okrug Verwaltungsbezirk | Gemeinde      | Grenz- übertritt                  | Grenz- übertritt | Gemeinde       | Region         |                |
| ----------------------- | ------------- | --------------------------------- | ---------------- | -------------- | -------------- | -------------- |
| Kosovo                  |               |                                   |                  |                |                |                |
| Pčinja                  | Preševo       |                                   | K a r a d a k    |                | Lipkovo        | Nordosten      |
| Pčinja                  | Preševo       | S e r b i s c h e K a r p a t e n |                  | Kumanovo       |                | Nordosten      |
| Pčinja                  | Preševo       | S e r b i s c h e K a r p a t e n | Staro Nagoričane |                |                | Nordosten      |
| Pčinja                  | Bujanovac     | S e r b i s c h e K a r p a t e n |                  |                |                | Nordosten      |
| Pčinja                  | Trgovište     | S e r b i s c h e K a r p a t e n |                  |                |                | Nordosten      |
| Pčinja                  | Rankovce      | S e r b i s c h e K a r p a t e n |                  |                |                | Nordosten      |
| Pčinja                  | Kriva Palanka | S e r b i s c h e K a r p a t e n |                  |                |                | Nordosten      |
| Pčinja                  | Bosilegrad    | S e r b i s c h e K a r p a t e n |                  |                |                | Nordosten      |
| Bulgarien               |               |                                   |                  |                |                |                |

## Geschichte
Die Grenze, schon zuvor Grenze zwischen den jugoslawischen Teilrepubliken Serbien und Mazedonien, wurde mit dem Zerfall Jugoslawiens in den 1990er Jahren zur internationalen Grenze. 
Das Parlament der Republik Kosovo erklärte den Kosovo im Februar 2008 für unabhängig.